# Erythroxylum clarense
Erythroxylum clarense är en tvåhjärtbladig växtart som beskrevs av A. Borhidi. Erythroxylum clarense ingår i släktet Erythroxylum och familjen Erythroxylaceae. Inga underarter finns listade i Catalogue of Life.